# Liste gregorianischer Handschriften

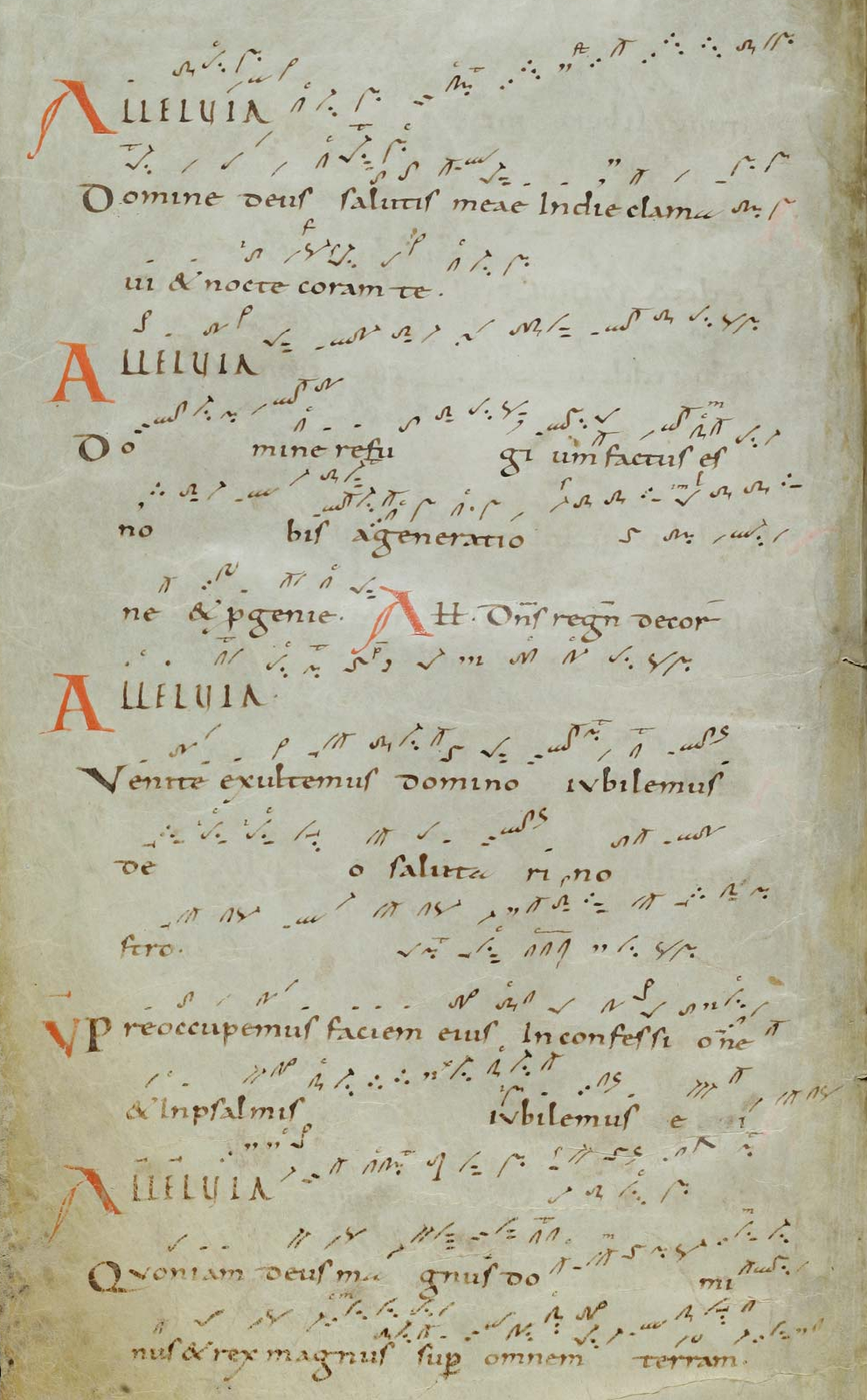
Cantatorium aus Sankt Gallen (Cod. Sang. 359: Alleluia)

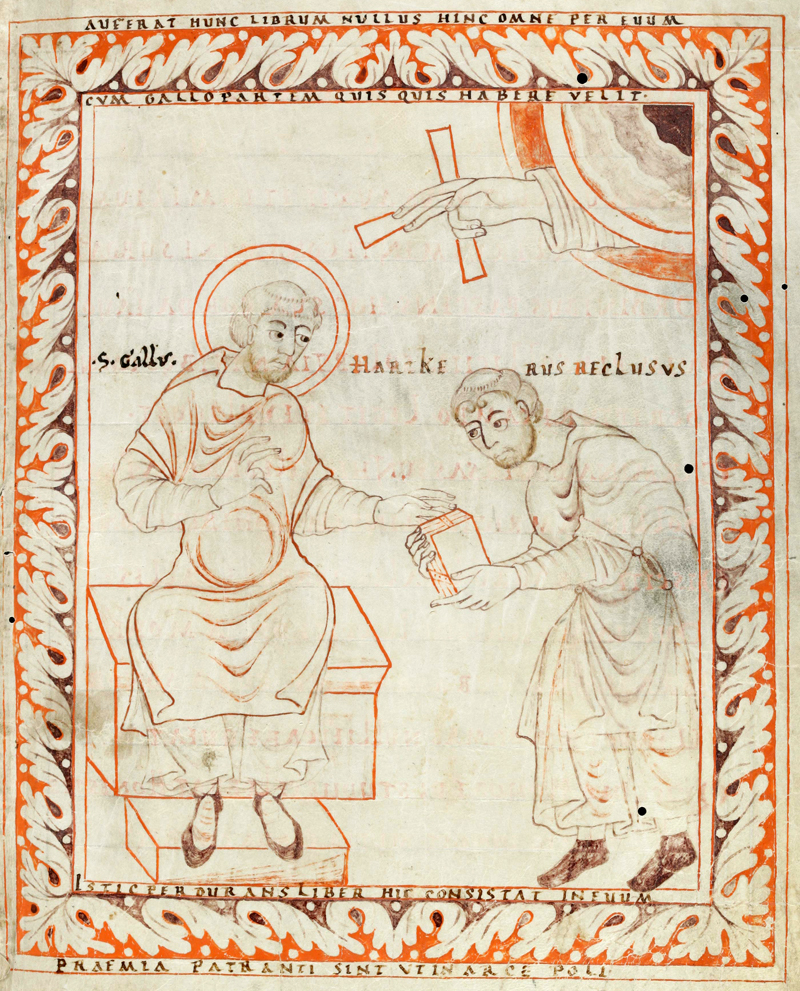
Illustration aus dem Antiphonar des Hartker von St. Gallen.

Dies ist eine Liste gregorianischer Handschriften. Den Schwerpunkt bilden für die Geschichte bzw. Restitution des Gregorianischen Chorals wichtige Manuskripte, beispielsweise das sogenannte St. Galler Cantatorium, d. h. das Cantatorium aus dem Codex 359 der Stiftsbibliothek St. Gallen, der ältesten, vollständig erhaltenen Handschrift von gregorianischen Propriums-Gesängen mit Neumen aus den Jahren 922–925.
Sie sind mit üblichen Kurzwörtern bzw. Kürzeln angegeben, gefolgt von der Signatur und ihrem Aufbewahrungsort mit der Bibliotheksignatur. Ferner wird auf wichtige Publikationen – insbesondere aus den beiden Editionsreihen Paléographie musicale (PM) aus Solesmes und Monumenta Palaeographica Gregoriana (MPG) aus Münsterschwarzach – sowie weiterführende Weblinks (Literatur, Digitalisate, Kurzbeschreibungen usw.) hingewiesen.

## A
- Albi, F-Pn lat. 776 / Paris, Bibliothèque nationale de France 776 / Godehard Joppich: Das Graduale von Albi / Graduale aus der Abtei Saint Michel in Gaillac bei Albi, mit Tropen, Sequenzen und einem Tonar / Digitalisat Lit.

- Angelica, I-Ra 123 / Rom, Biblioteca Angelica 123 / Paléographie musicale, I/18. Bern, 1969 / Graduale und Tropar aus Bologna

- Antiphonale Sarisburiense (Salisbury), GB-Lbl add. 52359 / London, British Museum

- Antiphonarium ambrosianum, GB-Lbl add. 34209 / London, British Library Additional 34209 / Paléographie musicale, I/5-6. Bern, 1972

## B
- Bamberg, D-Bas lit. 23 / Bamberg, Staatsbibliothek, Msc. Lit. 23 / Bamberg, Ende 12. Jh., adiastematisch / Digitalisat der Handschrift Msc. Lit. 23 der Staatsbibliothek Bamberg

- Bamberg, D-BAs lit. 6 / Bamberg, Staatsbibliothek, Msc. Lit. 6 / Regensburg (St. Emmeram), ca. 1000 / Digitalisat der Handschrift Msc. Lit. 6 in der Kaiser-Heinrich-Bibliothek der Staatsbibliothek Bamberg

- Benevento, Antiphonale Monasticum, I-BV vi. 21 / Benevento, Biblioteca Capitolare 21 / Paléographie musicale, I/22. Solesmes, 2001 / monastischer Cursus

- Codex VI-34 der Bibliotheca Capitolare von Benevent (zwischen 1080 und 1120)|Benevento, Graduale 34, I-BV vi. 34 / Benevent, Biblioteca Capitolare 34 / Paléographie musicale, I/15. Solesmes, 1992 / Graduale von Benevent, mit Prosar und Tropar.

- Benevento, Graduale, I-BV vi. 40 / Benevent, Biblioteca Capitolare 40 / Ed. Nino Albarosa and Alberto Turco, Codices Gregoriani 1 (Padua 1991) / Graduale von Benevent 40. Facsimile with essays by Jean Mallet, André Thibaut, Rupert Fischer, Thomas Kelly.
- Benevento, Graduale, I-Rvat lat. 10673 / Citta del Vaticano, Biblioteca Apostolica Vaticana lat. 10673 / Paléographie musicale, I/14. Solesmes, 1971

- Benevento, Missale, I-BV vi. 33 / Benevent, Biblioteca Capitolare 33 / Paléographie musicale I/20. Bern 1983 / Le missale antiquum. No. 33 (olim VI 33) des Archives Archiépiscopales de Bénévent. Introduction et tables par les moines de Solesmes

## C
- Chartres-Fragmente / Chartres, Bibliothèque municipale / Paléographie musicale, I/17. Solesmes, 1958 / Fragmente der Handschriften aus Chartres.

- Chartres, F-CHRm 47  (zerstört) Bibliothèque municipale de Chartres 47 / Paléographie musicale, I/11. Solesmes, 1972 / Antiphonale missarum.

- Compiègne, F-Pn lat. 17436 / Paris, Bibliothèque nationale de France lat. 17436 / aus Compiègne. Antiphonar von Compiègne (Cursus romanus).

- Corbie, F-Pn lat. 12050 / Paris, Bibliothèque nationale de France lat. 12050

## D
- Durham, GB-DRc B. III. 11 / Durham, Cathedral Library B. III. 11 / Aus Nordfrankreich. Cursus romanus.

## E
- Einsiedeln, CH-E 121 / Einsiedeln, Stiftsbibliothek 121 / Paléographie musicale, I/4 (Solesmes 1894). Bern, 1974 / Beschreibung

## I
- Ivrea, I-IV 106 / Ivrea, Biblioteca Capitolare 106 / aus Ivrea. Cursus romanus.

- Ivrea, I-IV 60 / Ivrea, Biblioteca Capitolare 60 / aus Ivrea.

## K
- Klosterneuburg, A-Gu 807 / Graz, Universitätsbibliothek 807 / Paléographie musicale, I/19. Bern, 1974 Graduel de Klosterneuburg. Introduction et tables par Dom Jacques Froger.

## L
- Laon, F-LA 239 / Laon, Bibliothèque municipale 239 / Paléographie Musicale, I/10. Solesmes, 1992 / Beschreibung, Digitalisat

- Lucca, Antiphonale Monasticum, I-Lc 601 / Lucca, Biblioteca capitolare 601 / Paléographie Musicale, series 1, ix / Antiphoner, used at Pozzeveri, Italy (Camaldolese).

## M
- Mont-Blandin, B-Br 10127-44 / Brüssel (Bruxelles), bibliothèque royale 10127-44

- Mont-Renaud / Noyon, Château du Mont-Renaud / Paléographie Musicale, I/16. Solesmes, 1989 / L’antiphonaire du Mont-Renaud, antiphonaire de la messe et de l’office. Collection privée.

- Montpellier, F-MOf H 159 / Montpellier, Bibliothèque de l’Ecole de Médecine H 159 / Paléographie musicale VII-VIII, Solesmes, 1995 / Antiphonarium tonale missarum. Codex H.159 / Digitalisat

- Monza, Graduale, I-MZ C. 12/75 / Monza, Basilica di S. Giovanni Battista – Biblioteca Capitol C. 12/75 / aus Monza.

## P
- Piacenza, I-PCd 65 / Piacenza. Duomo, Biblioteca e archivo capitolare 65 / Liber Officiorum or „Liber Magistri“ containing all music for Mass and Office. Notation: Central Italian notation on 4 dry lines with red F line / Beschreibung

## R
- Rheinau, CH-Zz Rh. 28 / Zürich, Zentralbibliothek Rh. 28 / Paléographie Musicale, II/1. Solesmes, 1992 / aus Rheinau. monastischer Cursus.

- Rheinau, CH-Zz Rh. 30 / Zürich, Zentralbibliothek Rh. 30 / aus Rheinau.

- Romain 1, I-Rvat B 79 / Città del Vaticano, Biblioteca Apostolica Vaticana, Archivio B 79

- Romain 2, GB-Lbl add. 29988 / London, British Library Additional 29988

## S
- Saint-Denis, F-Pn lat. 17296 / Paris, Bibliothèque nationale de France lat. 17296 / aus St. Denis, monastischer Cursus.

- Saint-Maur-les-Fossés, F-Pn lat. 12584 / Paris, Bibliothèque nationale de France lat. 12584 / aus St. Maur-les-Fossés, monastischer Cursus.

- Saint-Yrieix, F-Pn lat. 903 / Paris, Bibliothèque nationale de France lat. 903 / Paléographie musicale, I/13. Solesmes, 1992 / Gradual once in the possession of the Chapter of Saint Martial de Limoges. Introduction into liturgy and history of Aquitanian notation

- San Lupo, I-BV V. 21 Benevento, Biblioteca Capitolare V 21 / Paléographie musicale, I/22. Solesmes, 2001 / monastisches Antiphonar aus San Lupo.

- Sankt-Gallen, 390 (Hartker), CH-SGs 390-391 / Sankt-Gallen, Stiftsbibliothek 390 / Paléographie musicale, II/1. Solesmes, 1992 / Antiphonarium officii. Winterteil des Antiphonars des Hartker: Mönchsgesang aus St. Gallen für die Liturgia horarum, kopiert und mit Neumen annotiert von dem Mönch und Reklusen Hartker von St. Gallen. Ein graphisches Meisterwerk in Schrift, Neumen und illuminierten Initialen. Die wichtigste aller Choral-Handschriften aus dem Mittelalter. / Beschreibung / HLS

- Sankt-Gallen, 391 (Hartker), CH-SGs 390-391 / Sankt-Gallen, Stiftsbibliothek 391 / Paléographie musicale, II/1. Solesmes, 1992 / Antiphonarium officii. Antiphonar des Hartker. monastischer Cursus. / Beschreibung

- Sankt-Gallen, Cantatorium, CH-SGs 359 /  Sankt-Gallen, Stiftsbibliothek 359 / Paléographie musicale, II/2. Solesmes, 1988 / Das sogenannte St. Galler Cantatorium ist die älteste vollständig erhaltene Musikhandschrift mit Neumen-Notation. Sie enthält solistisch vorgetragene Meßgesänge. Sie wurde im Kloster St. Gallen zwischen 922 und 926 geschrieben und mit feinen Neumen versehen. / Beschreibung

- Sankt-Gallen, CH-SGs 339 / Sankt-Gallen, Stiftsbibliothek 339 / Paléographie musicale I/1 (Solesmes 1889) / Antiphonar aus der Zeit um das Jahr 1000 mit Kalender, Graduale, Ordo Missae und Sakramentar. / Beschreibung

- Sankt-Gallen, CH-SGs 376 / Sankt-Gallen, Stiftsbibliothek 376 / Prachthandschrift für den feierlichen Messgottesdienst in der Abtei St. Gallen um 1050/70, mit den Sequenzen des St. Galler Mönchs Notker des Stammlers (gest. 912) / Beschreibung

- Santa Cecilia in Trastevere, Graduale, CH-Cobodmer 74 / Cologny (Genève), Bibliotheca Bodmeriana C 74 / Lutolf, Max. Das Graduale von Santa Cecilia in Trastevere (Cod. Bodmer 74) Band I Kommentar und Register. Fondation Martin Bodmer, 1987

- Sarisburiense (Salisbury), Graduale, GB-Lbl add. 12194 / London, British Museum Additional ms. 12194 / A Reproduction in facsimile of a Manuscript of the Thirteenth Century, with a Dissertation and analytical Index by W. H. Frere.

- Senlis, F-Psg 111 Paris, Bibliothèque Sainte-Geneviève 111

- Silos, GB-Lbl add. 30850 / London, The British Library, add. 30850 / aus Silos, monastischer Cursus.

## V
- Verona, I-IV 106 I-VEcap XCVIII / Verona, Biblioteca Capitolare XCVIII / aus Verona, Cursus romanus.

## W
- Worcester, Antiphonale Monasticum, GB-WO F. 160 / Worcester, Cathedral Library 160 / Paléographie musicale, I/12. Bern, 1971